# Annate
Les annates, en latin : annatæ, étaient un impôt perçu par le pape sur les bénéfices ecclésiastiques, à chaque vacance du siège doté.
L'origine de cet impôt semble être le cyricsceat, un tribu dû à l'église par le locataire de ses terres. Il est basé sur la législation lévitique reprise dans l'ancien testament et appliquée au ministère chrétien. Ainsi, le Deutéronome rappelle que les Juifs devaient verser aux sacrificateurs les prémices (ou premiers fruits des récoltes) ainsi que les dîmes. La législation la plus ancienne connue sur ce point est celle d'Eádmund vers le milieu du dixième siècle ; il ordonne le paiement de la dîme, du cyricsceat et de l'aumône, et déclare que celui qui ne le fera pas sera excommunié.
Initialement, les annates ou premiers fruits étaient les revenus de la première année d'un bénéfice ecclésiastique versés à la Curie pontificale (ou aux évêques à l'époque médiévale). Au cours du XIIIe siècle les bénéfices ecclésiastiques ont été de plus en plus souvent « collationnés », c'est-à-dire accordés directement par le pape, que ce soit pour les évêchés et les monastères, dont les postes vacants étaient pourvus par Rome, mais aussi pour les petites communautés ecclésiastiques. À cette occasion, le trésor papal recevait du nouveau titulaire une certaine taxe prélevée sur les revenus de son église. Depuis le quinzième siècle, cette taxe est généralement connue sous le nom d'annates, terme qui englobe toutes les taxes monétaires versées à la Camera apostolique (trésor papal) à l'occasion de la collation d'un bienfait ecclésiastique par le pape.
Les documents les plus anciens montrent que l'annata était tantôt un privilège accordé à l'évêque pour une période de plusieurs années, tantôt un droit fondé sur un précédent immémorial. Au fil du temps, les papes ont revendiqué ce privilège pour eux-mêmes, bien que ce ne soit au départ que temporaire. Ainsi, en 1305, le pape Clément V a réclamé les prémices de tous les bénéfices vacants en Angleterre et, en 1319, le pape Jean XXII a réclamé les bénéfices vacants de toute la chrétienté pour les deux années suivantes. Dans ces cas, on peut considérer que les droits des évêques ont été franchement usurpés par le Saint-Siège, la coutume étant que le pape ne réclame que les prémices des bénéfices dont il s'était réservé le patronage.
Usage existant dès le pontificat d'Alexandre IV, Clément V (1305-1314, premier pape d'Avignon) l'introduisit en Angleterre en 1306. 
Cet impôt représentait une année de revenus, déduction faite des charges de gestion et de l'entretien du bénéfice. 
Ce droit, longtemps perçu par les papes dans toute la chrétienté, fut la source de querelles sans cesse renaissantes entre la cour de Rome et la plupart des souverains de l'Europe. Alexandre V y renonça au concile de Pise en 1409.

## Classification
Les annates peuvent être divisées en quatre classes
1. the servitia communia ou les servitia Camerae Papae
2. the jus deportuum, fructus medii temporis, ou annalia
3. the quindennia
4. the servitia minuta

## Variations nationales
Cette taxe n'est pas toujours appliquée de façon uniforme dans les diverses parties de la chrétienté catholique car les désaccords et les disputes sont fréquents. Les autorités papales s'efforcent de maintenir et d'étendre ce système de financement majeur pendant que les diocèses et les monastères tentent d'échapper à cet impôt ou de le minimiser. 

### En France

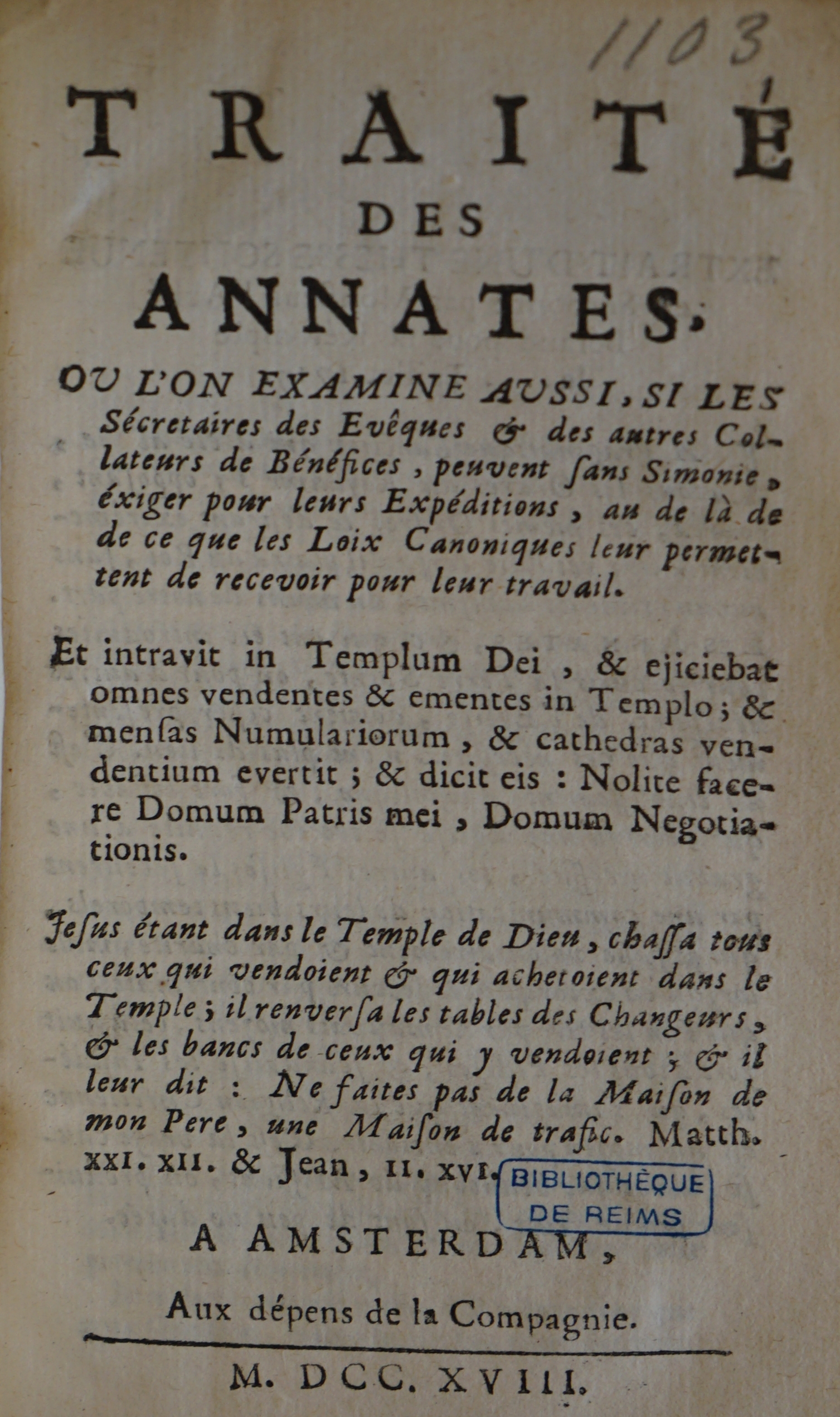
Page de titre du Traité des annates 1718.

Introduites en France en 1320, supprimées par Charles VI en 1385, condamnées par le Concile de Bâle en 1431, les annates furent rétablies par le concordat de Bologne de 1516 signé entre François Ier (1515-1547) et Léon X (1513-1521), et sont enfin abolies par la Révolution française de 1789. 
À partir du concordat de 1801, on[Qui ?] paie alors une modique somme à la cour de Rome pour l'expédition des bulles aux nouveaux évêques ou archevêques.

### Au Royaume-Uni
Dans le Royaume d'Angleterre, les annates étaient généralement versées à l'archevêque de Cantorbéry, mais elles ont été revendiquées pendant trois ans par Jean XXII au début du XIVe siècle puis par ses successeurs par la suite. Les paiements étaient régis par une évaluation conçue par Walter Suffield, l'évêque de Norwich, pour Innocent IV en 1254 ; cette évaluation a été modifiée par Nicolas III en 1292. En 1531, le montant des paiements totaux s'élevaient à environ 3 000 livres sterling par an jusqu'à ce qu'Henri VIII n'y mette fin, en 1532. En 1534, Thomas Cromwell fait voter au Parlement le « First Fruits and Tenths Act 1534 » qui rétablit cette charge comme une taxe due à la Couronne. Une nouvelle évaluation est établie par les commissaires qui rédigent les registres du roi (Liber Regis) en 1535.
En février 1703, la reine Anne accorde les bénéfices de cette taxe au clergé le plus pauvre, dans un projet connu sous le nom de « Queen Anne's Bounty ». Les évaluations de 1535 étaient toujours utilisées à l'époque, ce qui signifie que les paiements des « premiers fruits » n'ont pas augmenté pour refléter la valeur réelle des habitations. En 1837, les commissaires de l'église ont indiqué que les premiers fruits rapportaient 4 000 à 5 000 £ par an, alors que le revenu de l'église était d'environ 3 millions de livres par an et que la valeur réelle des premiers fruits aurait donc été supérieure à 150 000 £ par an.
En Écosse, l'annat ou ann est une allocation d'une demi-année accordée aux exécuteurs testamentaires d'un ministre de l'Église d'Écosse, en sus de ce qui lui était dû au moment de son décès. Il n'est pas cessible par l'ecclésiastique de son vivant ni saisissable par ses créanciers éventuels.